# NGC 4720
NGC 4720 is een elliptisch sterrenstelsel in het sterrenbeeld Maagd. Het hemelobject werd op 22 februari 1787 ontdekt door de Duits-Britse astronoom William Herschel.

## Synoniemen
- MCG -1-33-24
- IRAS 12481-0352
- PGC 43478